# Terza battaglia di Oituz
La Terza Battaglia di Oituz fu uno scontro tra le forze romene e, in misura minore, russe e le forze tedesche ed austro-ungariche, durante la Campagna di Romania, nella Prima Guerra Mondiale. La battaglia ebbe luogo nella valle del fiume Oituz, nel distretto di Bacău, in Romania, tra l'8 e il 20 agosto 1917.

## Preludio e ordine di battaglia
La 1ª Armata austro-ungarica pianificò di attaccare le postazioni romene lungo la valle dell'Oituz, usando inizialmente il "Gruppo Gerock", che recentemente aveva partecipato alla Battaglia di Mărăști. L'VIII Corpo d'Armata avrebbe compiuto lo sforzo principale: esso comprendeva una divisione tedesca e due divisioni austro-ungariche, dispiegate tra Valea Doftanei e Măgura Casinului, e due divisioni di cavalleria austro-ungariche di riserva. Di fronte a queste, la 2ª Armata romena dispiegò il II ed il IV Corpo d'Armata, con un totale di sei divisioni di fanteria (la 1ª, la 3ª, la 6ª, la 7ª, la 9ª e la 12ª) e due battaglioni. L'attacco sarebbe stato condotto su un fronte lungo 7 km, e i Romeni erano in inferiorità numerica, con un rapporto di 4 a 1. Parecchi chilometri dietro le linee romene si trovava la valle del fiume Trotuș, che conduceva alle spalle del fronte russo e romeno. Pertanto un eventuale successo degli Imperi centrali a Oituz avrebbe potuto avere un effetto disastroso per gli Alleati.

## La battaglia
L'attacco incominciò l'8 agosto, dopo uno sbarramento di artiglieria abbastanza violento, durato circa quattro ore. Il Picco Pravila, fortificato e tenuto dal 27º Reggimento Bacău, fu assaltato quattro volte dalla 70ª Divisione di Fanteria austro-ungarica, senza risultato. La 117ª Divisione di Fanteria tedesca ebbe più successo avanzando di 1–2 km attorno al Picco Ungureanu ed infliggendo perdite pesanti al 16º Reggimento Baia. A sud, il 10º Reggimento Putna riuscì a mantenere la posizione. Durante la notte, il IV Corpo d'Armata romeno contrattaccò nel settore tedesco, catturando 200 prigionieri e recuperando un po' del terreno perso. Il pomeriggio seguente, però, gli Imperi Centrali attaccarono in forze, prendendo il Picco Pravila e avanzando vicino al Monte Cosna. La 7ª Divisione di Fanteria romena si ritirò verso una nuova linea difensiva. Violenti combattimenti continuarono il 10 agosto, logorando i Romeni, che non potevano rinforzare le loro linee a causa della Battaglia di Mărășești, che si stava svolgendo contemporaneamente. Arrivò solamente, l'11 agosto, la 1ª Divisione di Cavalleria, entrando immediatamente in battaglia e riconquistando l'area a sud del Monte Cosna e Colle Stibor nella sera. Le unità tedesche, che avevano occupato il villaggio di Oituz, furono respinte dalle truppe da montagna e dalle autoblindo del II Corpo d'Armata romeno.
Il 12 agosto, un Battaglione di Vânători de munte (Cacciatori di montagna), appena arrivato con una marcia di 160 km, dopo aver sostato per una ventina di minuti, attaccò il Picco Cireșoaia, in unione con il 27º Reggimento, un altro battaglione romeno e due battaglioni russi. Le truppe da montagna fecero breccia tra le difese della 70ª Divisione di Fanteria austro-ungarica, catturando 417 prigionieri e subendo solo 21 perdite. Questa divisione austro-ungarica in totale, durante gli scontri sul Cireșoaia, soffrì circa 1 500 perdite.
Il 13 agosto, la Brigata Grăniceri, arrivata di rinforzo, attaccò le posizioni degli Imperi Centrali a sud del fiume Oituz, perdendo più di 800 uomini contro un modesto guadagno di terreno. La 1ª Divisione di Cavalleria riconquistò il Monte Cosna e lo mantenne, nonostante i reiterati contrattacchi tedeschi. Sul Cireșoaia, la 7ª Divisione di Fanteria romena attaccò insieme alla 2ª Divisione di Fanteria russa: dopo un iniziale successo, il 195º Reggimento di Fanteria russo fu respinto e i soldati austro-ungarici si avvicinarono ai fianchi dei Romeni; l'avanzata fu fermata.
Seguì una sosta di cinque giorni. Ci furono alcuni scontri a livello locale ed entrambi gli schieramenti riorganizzarono le loro forze e si trincerarono. Il 16 agosto, il 2º Reggimento della Guardia di Frontiera romena conquistò il Picco Runcu e due dei suoi Ufficiali meritarono l'Ordine di Michele il Coraggioso di 3ª classe per le proprie azioni.
Il 19 agosto, la 1ª Armata austro-ungarica riprese l'offensiva. Il settore scelto per l'attacco fu quello del Monte Cosna, difeso dalla 1ª Divisione di Cavalleria, che era stata schierata tra la 6ª e la 7ª Divisione di Fanteria. Impiegando saggiamente la loro superiorità numerica, le forze degli Imperi Centrali riuscirono a prendere il picco, ma i cavalleggeri romeni si ritirarono sul versante orientale della montagna, dove resistettero agli attacchi successivi. Durante la notte, la 2ª Armata romena inviò di rinforzo due battaglioni della Guardia di Frontiera ed un reggimento di fanteria. Il 20 agosto, alle 7,00, la 1ª Divisione di Cavalleria, rafforzata dall'afflusso di nuove truppe e sostenuta da tutta l'artiglieria romena disponibile nella zona, attaccò e riuscì a recuperare un po' del terreno perduto il giorno precedente.
Questa azione fu l'ultimo grande episodio della Terza Battaglia di Oituz. La 1ª Armata austro-ungarica era riuscita ad avanzare solamente di 2–6 km su un fronte lungo 20 e non era riuscita ad irrompere nella valle del Trotuș. Globalmente, furono assegnati 25 Ordini di Michele il Coraggioso di 3ª classe ad altrettanti Ufficiali romeni per le loro azioni dell'agosto 1917 nella zona di Oituz. Anche le bandiere di guerra di tre unità (un reggimento e due battaglioni) ricevettero questa prestigiosa onorificenza.